# 白鳥神社 (郡上市)

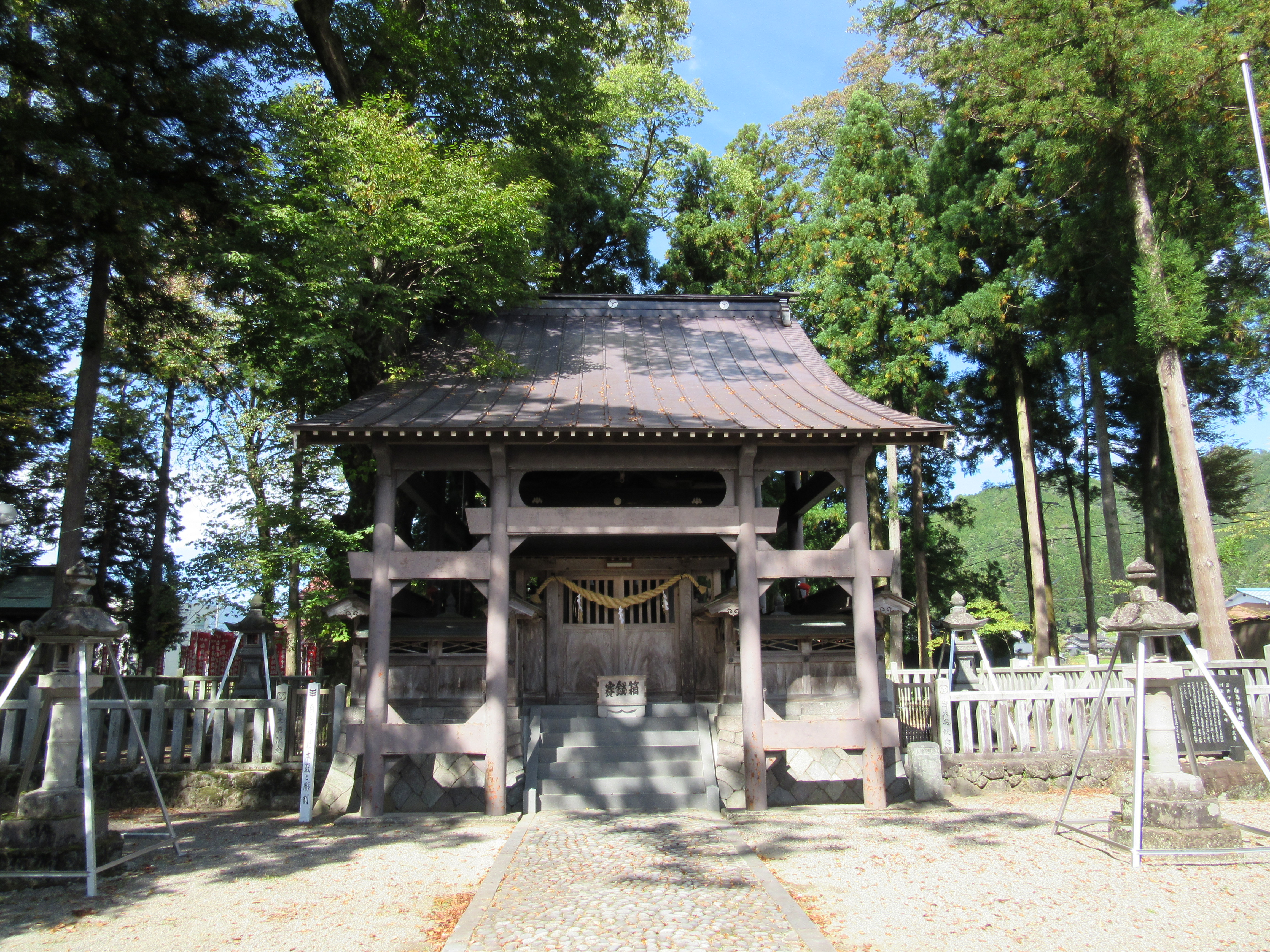
白鳥神社本殿

白鳥神社（しろとりじんじゃ）は、岐阜県郡上市に鎮座する、地名「白鳥」の由来となった神社である。社格は旧郷社。

## 祭神
- 伊弉冉尊
- 日本武尊

## 由緒
社伝によると、仲哀天皇の時代に、この地に1羽の巨大な白鳥が数日間にわたり上空を舞っていた。ある日、森（現在の古木の森）の梢にとまり休んだ後に、1枚の羽根を残して飛び去り、村人がこの白鳥を日本武尊ではないかと考えてこの羽根を祀ったのが起源であるという。また、養老６年（722年）、泰澄が都から美濃国へ入り、白山に帰る途中、現在の郡上市白鳥町中津屋付近で天空を舞っていた白い鳥がにわかに降りてきて神女となり、「これより北５０町に霊地あり、必ず伽藍を建つべし」と告げ去っていった。泰澄はこの地を霊地として白鳥寺を建立、その境内に白山頂上に祀る伊弉冉尊を勧請して白鳥社を創祀したのに始まるともいい、時期は不明だが、後に日本武尊と伊弉冉尊が合祀されたものともいう。『美濃国神名記』に載せる郡上郡7社の中の「正六位上 白鳥明神」ではないかとされている。
室町時代の将軍足利義政の時（15世紀中頃）、当神社永久保存のために、当地の地頭遠江佐倉によって字外田の田7段が奉納された。慶長年間（1596 - 1615年）に白鳥寺は廃寺となるが、白鳥社は存続し、嘉永5年（1852年）には越前志比の名匠大久保吉郎右衛門の手により現在の本殿が建立された。言い伝えによれば現在の本殿のすぐ裏に育成していたケヤキの巨木唯一本を用いて作られたとされている。彫刻は、尾張の名人瀬川治助重光の作品である。
明治4年（1871年）郷社に列し、同40年（1907年）には境内社として稲荷神社が創建された。明治40年（1907年）の白鳥大火は白鳥神社まで襲い、拝殿は焼失したが、本殿は白鳥町二日町の人々の必死の努力と、宿泊中の狩り子の活躍によって危うく類焼を免れた。拝殿は越前志比の大工大久保作左右衛門が明治末年に再建したものである。
かつては神木として、樹齢1300年と推測される欅が存在したが、平成10年（1998年）に枯死してしまい伐採。現在は切り株のみあるが後世に伝承するため寄進された浄財で建立された鞘堂に祀られている。

## 神事
大神楽（9月第4土曜日・翌日曜日）
本来は9月18日が例祭の日である。かつては16・17・18日の3日間にわたり町内各地、秋葉神社などで奉納されていたが、出演する役者の仕事や地域の小学校行事の関係により9月第4土曜を白鳥神社試楽・秋葉神社本楽、翌日曜を白鳥神社本楽として行われることになった。発祥は定かではないが、明応7年（1498年）に神楽が奉納された記録がある。役者は東西呼ばり(1名)、天下太平(1名)、花鉾(1名)、小太鼓(1名)、綾棒(3名)、笛(6名)、鼓(6名)、獅子頭(9名)、神舞子(太鼓2名、ささら1名)、その他世話方、師匠、太鼓係、巫女など40～50名ほどのごく少数で行われ、古くからの形を今に伝えている。準備は神社総代、自治会・組長、商工会白鳥分会、女性の会などの各種団体や依頼を受けた個人が分担して行っている。神事は宮司・献幣使・白鳥自治会・その他関係する団体で行われ、白鳥楽人会による雅楽演奏の元、神社総代の進行で厳かに行われる。平成26年（2014年）から浦安の舞を奉納するようになった。祭の最終日の夜、祭の芸能の一つとして拝殿踊りが行われる。
白鳥神社縁日（8月16日）
毎年8月16日の夜に白鳥神社縁日の一環として白鳥おどりが行われる。
拝殿踊り（8月17日）
毎年8月17日の夜に当神社拝殿で踊られるもので、拝殿の天井中央に切子灯籠（キリコ）を下げ、夜の8時頃に、浴衣に下駄履きの踊り手数人が板張りの拝殿に上がって輪になり、その中の1人が歌い出して踊りが始まる。踊り手は全員で踊り歌を歌うが、曲目は「源助さん」、「シッチョイ」、「ヨイサッサ」、「ヤッサカ」、「エッサッサ」、「ねこのこ」、「ドッコイサ」で、それぞれの歌に応じて踊りが違う。いずれも三味線や太鼓、笛などの楽器は使わず、下駄で板床を踏み鳴らし、その音で調子をとる。そこに他の人々も加わって行き、踊りの輪は3重、4重と拝殿内一杯に広がって行く。また踊り歌は、歌い出す者が適当に選び、それに応じて他の人びとの歌と踊りが続き、午後10時過ぎに終わる。
白鳥一帯では毎年7月中旬から8月下旬にかけて各地で白鳥おどりが開催され、他の神社などでも拝殿踊りが行われるが、一説にその原型は当神社のものであるという。なお、平成15年（2003年）2月20日には他の拝殿踊りも併せた「白鳥の拝殿踊」として、国の選択無形民俗文化財とされた。

## 境内社
- 稲荷神社

## 天然記念物・文化財
岐阜県天然記念物
白鳥神社の森
岐阜県重要無形民俗文化財
白鳥の拝殿踊
郡上市重要文化財
白鳥神社本殿と彫刻

## 交通機関
- 長良川鉄道美濃白鳥駅より約500m